# لوئیجی رواتی
لوئیجی رواتی (انگلیسی: Luigi Rovati; ۲۴ نوامبر ۱۹۰۴ – ۸ مارس ۱۹۸۹) بوکسور اهل ایتالیا بود.